# Ту-334
Ту-334 — проєкт російського ближньомагістрального пасажирського літака, розроблений з метою замінити літаки, що виводяться з експлуатації: Ту-134 , Ту-154Б і Як-42. Має багато спільного з Ту-134, наприклад, Т-подібне хвостове оперення, два двигуни, розташовані у хвості, і пасажиромісткість 102–138 осіб. Фюзеляж Ту-334 заснований на зменшеному варіанті Ту-204, з яким Ту-334 уніфікований на 60 %. Літак на 97 % складається з обладнання, яке випускається російськими підприємствами.
Проєкт не пішов в серію. Керівництво Російської Федерації вирішило дати перевагу в цьому класі іншому літаку — Sukhoi Superjet 100.

## Історія проєкту
Робота над Ту-334 почалася ще наприкінці 1980-х, але велась повільно через фінансові проблеми. Прототип Ту-334 здійснив перший політ 8 лютого 1999 під командуванням О. М. Солдатенкова і був згодом показаний на декількох авіаційних виставках. Було виготовлено два літаючі зразки Ту-334, вони отримали сертифікат типу NCT231 та сертифікат типу по шуму NCШ145. Спочатку планувалося розгорнути його виробництво на двох заводах — в Росії на КАВО ім. С. П. Горбунова і в Україні на київському заводі «Авіант», але згодом прийнято рішення виробляти його лише в Росії. У 2003 був представлений модифікований варіант Ту-334-100. На середину 2007 зібрано п'ять корпусів, у тому числі один зруйнований на статичних випробуваннях і два літаючі екземпляри.
Проте перевагу було віддано проєкту Sukhoi Superjet 100 компаній «Цивільні літаки Сухого» та Boeing.
Ту-334 не був включений у державну програму розвитку авіації до 2015 року, на його виробництво не передбачено бюджетне фінансування, тому перспективи цього літака досі лишаються туманними.
Втім, влада Татарстану продовжує підтримувати проєкт, оскільки вироблицтво літака є економічно доцільним, крім того це дозволить завантажити КАВО ім. С. П. Горбунова, яке переважно займається військовою тематикою.
Крім того конкурентом на ринку стають українські Ан-148 та Ан-158. Це ще більше затуманює перспективу серійного випуску літака, оскільки на ринку вже присутні машини, які серійно випускаються і знаходяться в експлуатації.

## Виробництво

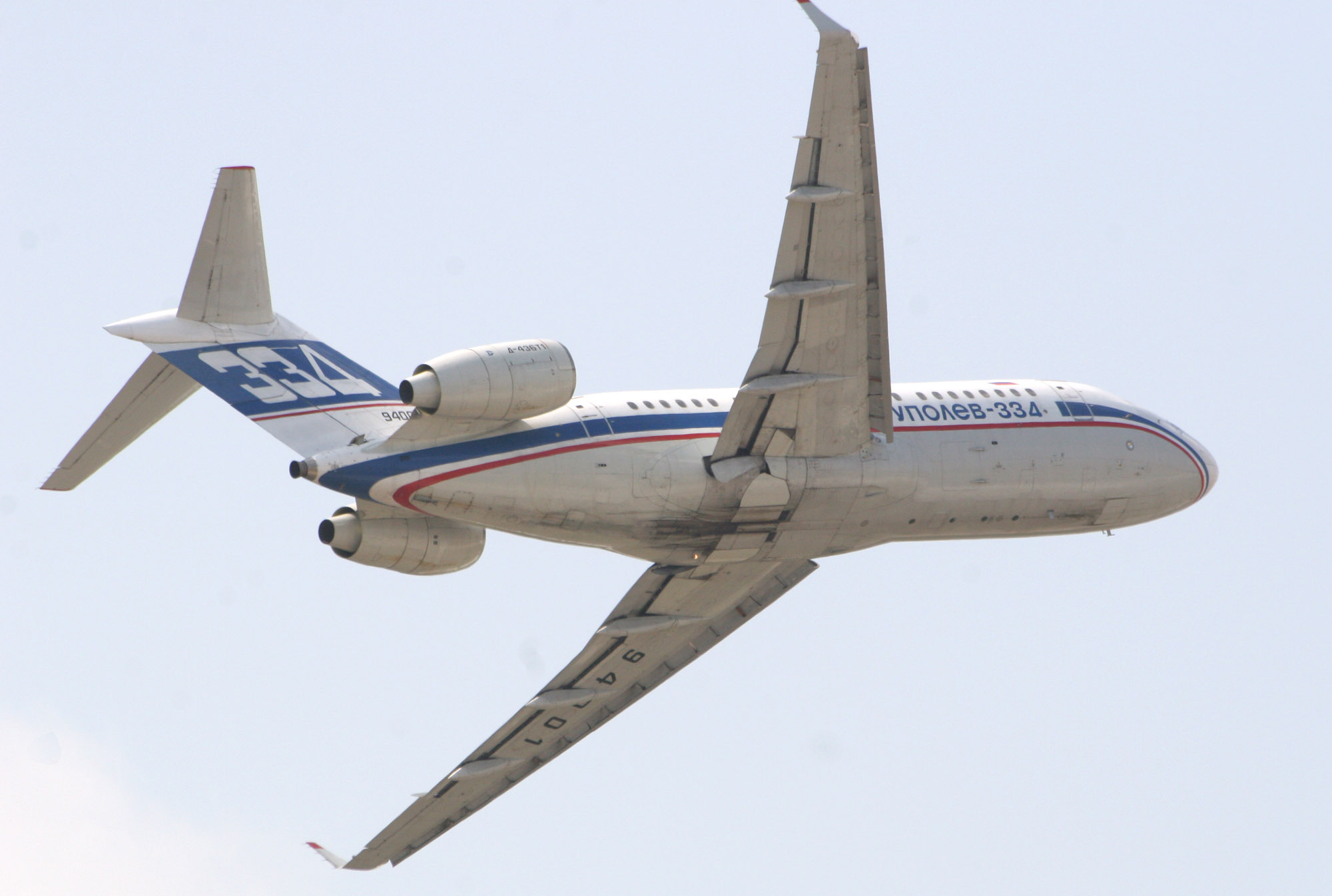
Показовий політ Ту-334 на Московському авіашоу МАКС у 2007 році.

Отримані попередні замовлення на виробництво близько 50 машин для шести російських авіаперевізників. В 1999–2003 роках реально збудовано та використовуються два літаки, причому в випробувальних та показових цілях.
Іран мав намір придбати до 100 літаків Ту-214 та 5 Ту-334 у КАПО ім. С. П. Горбунова протягом 10 років. Однак виконання контракту припинене через міжнародне ембарго.
6 літаків були замовлені в травні 2009 року Управлінням Президента Росії.
Вироблятися Ту-334 буде на КАВО ім. С. П. Горбунова в місті Казані. На КАПО збирається ще 2 літаки.
Голова ради директорів ВАТ «Мотор Січ» В'ячеслав Богуслаєв хоче реанімувати проєкт літака Ту-334. Для цього він запропонував ВАТ «Туполєв» викупити один з трьох випущених раніше лайнерів Ту-334 і почати його комерційну експлуатацію в авіакомпанії, що належить «Мотор Січ» [Архівовано 11 жовтня 2012 у Wayback Machine.]

## Аеродинамічна схема
Ту-334 двомоторний турбореактивний низькоплан із заднім розташуванням двигунів, стрілоподібним крилом та Т-подібним хвостовим оперінням.

## Переваги Ту-334
В порівнянні із старими радянськими типами літаків, які він покликаний замінити, Ту-334 має наступні переваги:
- Низький рівень шуму в пасажирському салоні і кабіні екіпажу.
- Компонування пасажирського салону на вимогу замовника (число пасажирських салонів).
- Висока комфортність.
- Сучасний дизайн салону.
- Збільшений об'єм багажних полиць.
- Низька часова витрата палива.
- Водо-вакуумні туалети (підвищує безпеку при польоті).
- Можливість встановлення аудіо-і відеосистем.
- Зменшений час підготовки до вильоту.
- Відповідність розділу 4 ІКАО щодо шумів (можливість літати в Західну Європу).
- Наявність у літаку систем попередження аварійних ситуацій.

## Характеристики
Основні характеристики
- Екіпаж: 3
- Пасажиромісткість: 102
- Довжина: 31,26 м (102 футів 6 дюймів)
- Висота: 9,38 м (30 футів 9 дюймів)
- Розмах крила: 29,77 м (97 футів 8 дюймів)

- Площа крила: 83 м²
- Маса порожнього: 30050 кг (66250 фунтів)
- Максимальна злітна маса: 47900 кг (105380 фунтів)
- Корисне навантаження: 12000 кг
- Силова установка: 2 × ТРДД Прогрес Д-436T1
- Тяга: 2 × 7500 кгс

Льотні характеристики
- Максимальна швидкість: 865 км/год (465 вузлів, 545 миль/год)
- Крейсерська швидкість: 850 км/год (440 вузлів, 510 миль/год)
- Практична дальність: 3150 км (2000 нм, 2300 м)
- Навантаження на крило: 580 кг/м²[джерело?]

- Тягооснащеність: 0,31

## Виноски
1. ↑  Реєст російських літаків
2. ↑  Ту-334 доводят до совершенства[недоступне посилання]